# ルクセンブルク市
ルクセンブルク市（ルクセンブルクし、フランス語: Ville de Luxembourg、ドイツ語: Stadt Luxemburg、ルクセンブルク語: Stad Lëtzebuerg）は、ルクセンブルク大公国の首都。人口は90,000人（2009年）。周囲のコミューンを含めた都市圏人口は、103,973人。同じ名称の国名と区別するため、各国の言語で「市」に相当する単語を付けて呼ばれることが多い。
アルデンヌの高地にあり、標高はおよそ500m。ペトリュス川がモーゼル川の支流のアルゼット川に合流する所に位置する。ブリュッセルから188km、ケルンからは190km。
世界屈指の金融市場を有する富裕な都市の1つであるが、市内には高層ビルも富裕層が買い物をする高級ショップ街もない。旧市街にはノートルダム大聖堂および市庁舎がある。副都心のキルヒベルクには欧州司法裁判所、欧州投資銀行等の欧州連合の機関、ルクセンブルク大学、ラジオ・ルクセンブルクなどが存在する。

## 歴史

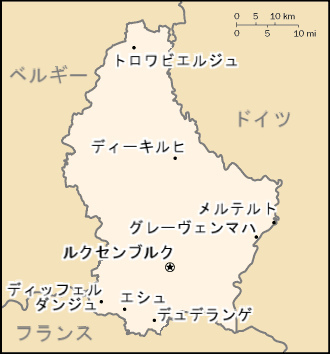
ルクセンブルクの地図

ローマ帝国時代、2つのローマ街道がこの地で交差する要衝点だった。963年、トリーアのサン･マクシマン修道院と交わした交換条約で、アルデンヌのジークフリートがこの地を手に入れた。ジークフリートは西フランク王国のルイ2世の孫で、神聖ローマ皇帝オットー1世の姻戚であった。ジークフリートは、このアルゼット川に囲まれた岩だらけの崖地に堅固なボック城を建設する。地理的に重要な戦略拠点に位置していたため、要塞は強化されて市場もでき、12世紀末までには市域は西方に今日のノートルダム大聖堂のあたりまで拡大し、新しい城壁も作られた。ヨハン盲目王の時代には新たな要塞も建造された。息子のカール4世は神聖ローマ皇帝となり、ルクセンブルク領主は伯爵から公爵へ昇爵した。
1443年、フィリップ善良公によって征服され、ブルゴーニュ領ネーデルラントの一部に組み込まれる。その後、スペイン領やオーストリア領の南ネーデルラントとしてハプスブルク家の統治下に入る。この時期に城は繰り返し強化され、ルクセンブルクの要塞は欧州でも最も堅固で壮麗なものとなった。
フランス革命戦争ではフランス軍に2度占領される。2度目の戦闘ではフランス軍の包囲を7ヶ月間耐え忍び、難攻不落ぶりで有名になった。「北のジブラルタル」という市の愛称はこの故事に由来する。しかし、オーストリア軍は降伏、ルクセンブルクはフランスに併合される。ナポレオン戦争が終結すると、1815年のウィーン会議でルクセンブルク大公国が誕生するが、実態としてはネーデルラント連合王国の1州として統治されることになった。しかし一方でドイツ連邦に加盟することにもなり、プロイセン王国軍が進駐した。
フランスとプロイセンの間で、ルクセンブルクをめぐってルクセンブルク危機が起こると、1867年のロンドン条約で両大国間の永世中立国となることが決められ、市内の城は解体されることになった。城内に張り巡らされた地下通路網「カズマット」（Casemates）の取り壊しには16年もかかった。同時にプロイセンの駐屯地も廃止された。
オランダ国王でありルクセンブルク大公であったウィレム3世が1890年に男子の世継ぎ無く没すると、元ナッサウ公であったアドルフがルクセンブルク大公となり、オランダとの同君連合を解消、ルクセンブルク大公国は完全に独立を果たし、ルクセンブルク市がその首都となった。
第一次世界大戦が勃発すると、中立宣言にもかかわらず1914年、ドイツ帝国に占領され、ルクセンブルク市にはフランスに近いという理由で小モルトケの総司令部が置かれた。大戦末期には共産主義運動が盛んになり、大公国でも「ルクセンブルク社会主義共和国」が宣言された（ほんの数時間の政権であった）。
1940年、ナチス・ドイツが侵攻、1942年には第三帝国に完全に併合されるも、1944年に連合国軍に解放される。
戦後、ルクセンブルクは中立政策を廃止、北大西洋条約機構の原加盟国となり、また多くの国際機関のメンバーとして外交を展開する。1952年には欧州石炭鉄鋼共同体の本部となったのを皮切りに、現在でも欧州議会の事務局本部、欧州司法裁判所、欧州会計監査院、欧州投資銀行などが置かれ、欧州委員会もブリュッセルのベルレモンのほかにルクセンブルク市内でも業務を行っている。

## 気候
ケッペンの気候区分によると、ルクセンブルクの気候は西岸海洋性気候（Cfb）に属する。
北緯49度に位置するにもかかわらず、北大西洋海流の影響により、冬季の気温が高い。低緯度である北緯35度から北緯40度に位置する飛騨地方や長野県、東北地方よりも冬季の日平均気温と平均最低気温が高く、降雪量も少ない。
| ルクセンブルク市の気候                       | ルクセンブルク市の気候 | ルクセンブルク市の気候 | ルクセンブルク市の気候 | ルクセンブルク市の気候 | ルクセンブルク市の気候 | ルクセンブルク市の気候 | ルクセンブルク市の気候 | ルクセンブルク市の気候 | ルクセンブルク市の気候 | ルクセンブルク市の気候 | ルクセンブルク市の気候 | ルクセンブルク市の気候 | ルクセンブルク市の気候 |
| 月                                           | 1月                    | 2月                    | 3月                    | 4月                    | 5月                    | 6月                    | 7月                    | 8月                    | 9月                    | 10月                   | 11月                   | 12月                   | 年                     |
| -------------------------------------------- | ---------------------- | ---------------------- | ---------------------- | ---------------------- | ---------------------- | ---------------------- | ---------------------- | ---------------------- | ---------------------- | ---------------------- | ---------------------- | ---------------------- | ---------------------- |
| 平均最高気温 °C （°F）                       | 2.3 (36.1)             | 4.2 (39.6)             | 8.0 (46.4)             | 12.1 (53.8)            | 16.8 (62.2)            | 19.9 (67.8)            | 22.0 (71.6)            | 21.0 (69.8)            | 18.2 (64.8)            | 13.0 (55.4)            | 6.6 (43.9)             | 3.3 (37.9)             | 12.3 (54.1)            |
| 平均最低気温 °C （°F）                       | −2.3 (27.9)            | −1.8 (28.8)            | 0.6 (33.1)             | 3.3 (37.9)             | 7.1 (44.8)             | 10.2 (50.4)            | 12.0 (53.6)            | 11.8 (53.2)            | 9.3 (48.7)             | 5.7 (42.3)             | 1.2 (34.2)             | −1.3 (29.7)            | 4.7 (40.5)             |
| 降水量 mm （inch）                           | 71.2 (2.803)           | 61.7 (2.429)           | 70.0 (2.756)           | 61.2 (2.409)           | 81.2 (3.197)           | 82.2 (3.236)           | 68.4 (2.693)           | 72.3 (2.846)           | 70.0 (2.756)           | 74.6 (2.937)           | 83.2 (3.276)           | 79.6 (3.134)           | 875.6 (34.472)         |
| 平均降水日数                                 | 18.3                   | 15.0                   | 16.6                   | 15.5                   | 16.0                   | 14.6                   | 12.5                   | 13.5                   | 12.6                   | 14.4                   | 16.4                   | 16.9                   | 182.3                  |
| 出典：World Meteorological Organisation (UN) |                        |                        |                        |                        |                        |                        |                        |                        |                        |                        |                        |                        |                        |

## 言語
住民の多くはドイツ系であり、日常語としてはドイツ語系のルクセンブルク語が話されるが、公文書にはフランス語が使われる。国際都市であり英語も広く通じる。ルクセンブルク語はオランダ語と似ていることからオランダ語を話せる人も多い。

## 統計
2023年にルクセンブルク市の人口はおよそ133,000である。ルクセンブルク市は70％以上がルクセンブルク外の国民でありヨーロッパの中でも最大多様な都市の一つである。1970年代からポルトガルからの移民が多く来たことから、ルクセンブルク市はパリ、ハンブルクと並びポルトガル外最大のポルトガル人コミュニティがある。ルクセンブルク市はその他にも国境が近いフランス、ドイツ、ベルギーからの人も多い。ルクセンブルク市は銀行や欧州連合の建物が多いことから金融地となり、大金持ちの数も多い。

## 交通
ルクセンブルク市内には地下鉄はない。
- ルクセンブルク駅

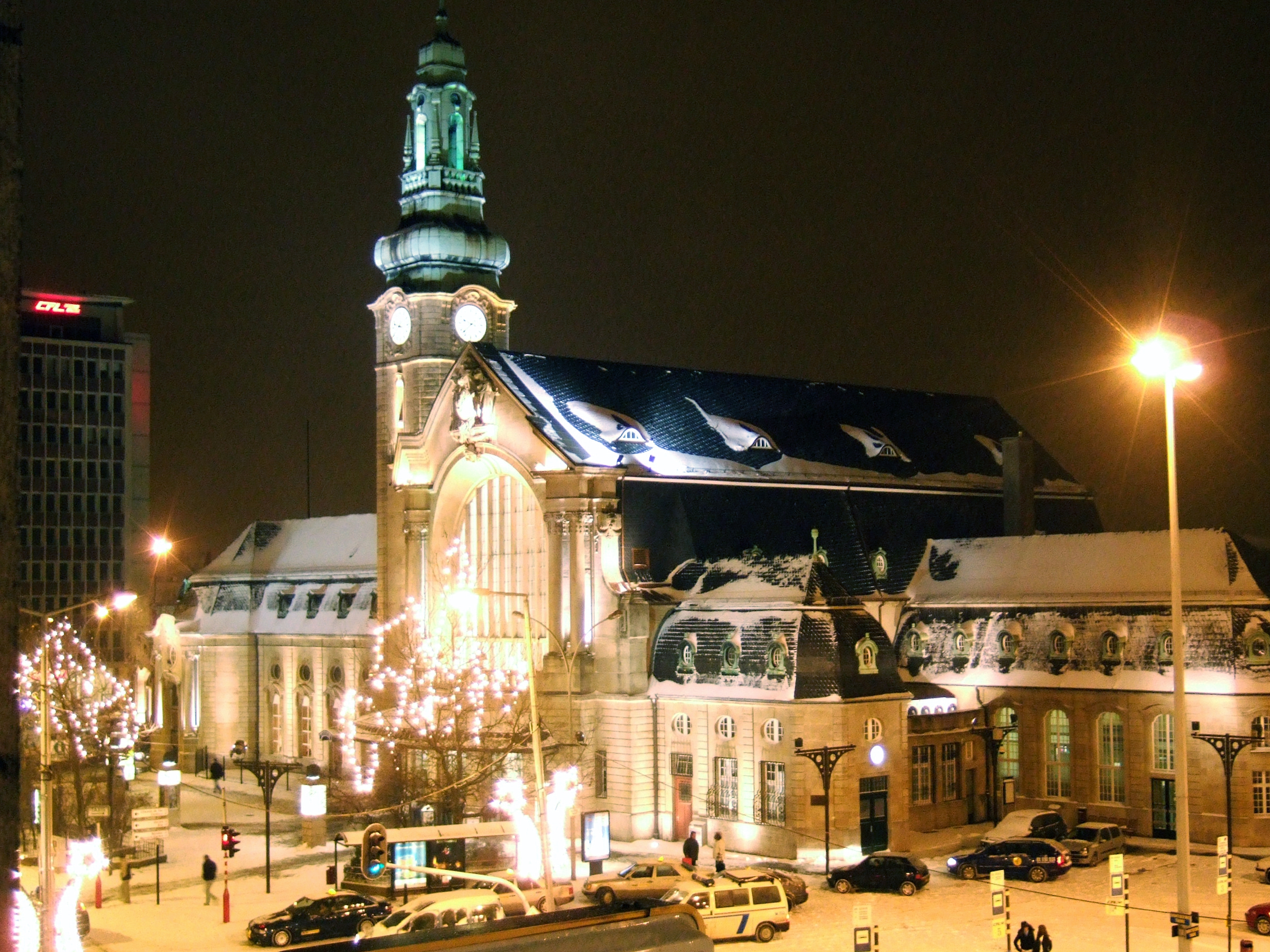
新バロック様式のルクセンブルク駅

  - 国営のChemins de Fer Luxembourgeoisが運営する同国最大の駅。市の中心部から2km南にある。2007年、LGV東ヨーロッパ線が乗り入れ、パリ東駅などと結ばれた。
  - ベルギー方面から
    - ブリュッセルから3時間程度

  - ドイツ方面から
    - トリーアから50分程度

  - フランス方面から
    - メスから1時間程度
- ルクセンブルク＝フィンデル空港
  - 国内唯一の空港のため国際線だけが発着する。市内から6km。フィンデル空港をハブ空港とする航空会社は、ルクセンブルクのルクスエアとカーゴルックス航空である。カーゴルックス航空は、世界有数の貨物航空会社であり、フィンデル空港の貨物取り扱い量も欧州最大規模である。

- ルクセンブルクトラム (英語版:Trams_in_Luxembourg)
  - 1875年に開業したトラムが1964年に廃止されて以降半世紀以上存在しなかったが、新しいトラムが2017年にルクセンブルク駅から市街中心部を通り市北東部にあるルクセンブルク国際展示場までの区間で開業した。車両はスペインCAF社製のUrbos3が導入された。路線は2023年までにルクセンブルク空港と新国立競技場までそれぞれ延伸される予定である。

## 姉妹都市
- カムデン・ロンドン特別区（イギリス）
- メス（フランス共和国）

## 世界遺産

### 登録基準
この世界遺産は世界遺産登録基準のうち、以下の条件を満たし、登録された（以下の基準は世界遺産センター公表の登録基準からの翻訳、引用である）。
- (4) 人類の歴史上重要な時代を例証する建築様式、建築物群、技術の集積または景観の優れた例。

## 観光名所
- アルム広場 Place d' Armes
- ノートルダム大聖堂 Cathedrale Notre-Dame
- 大公宮 Plais Grand-ducal
- 市庁舎 Hotel de Ville

## ギャラリー

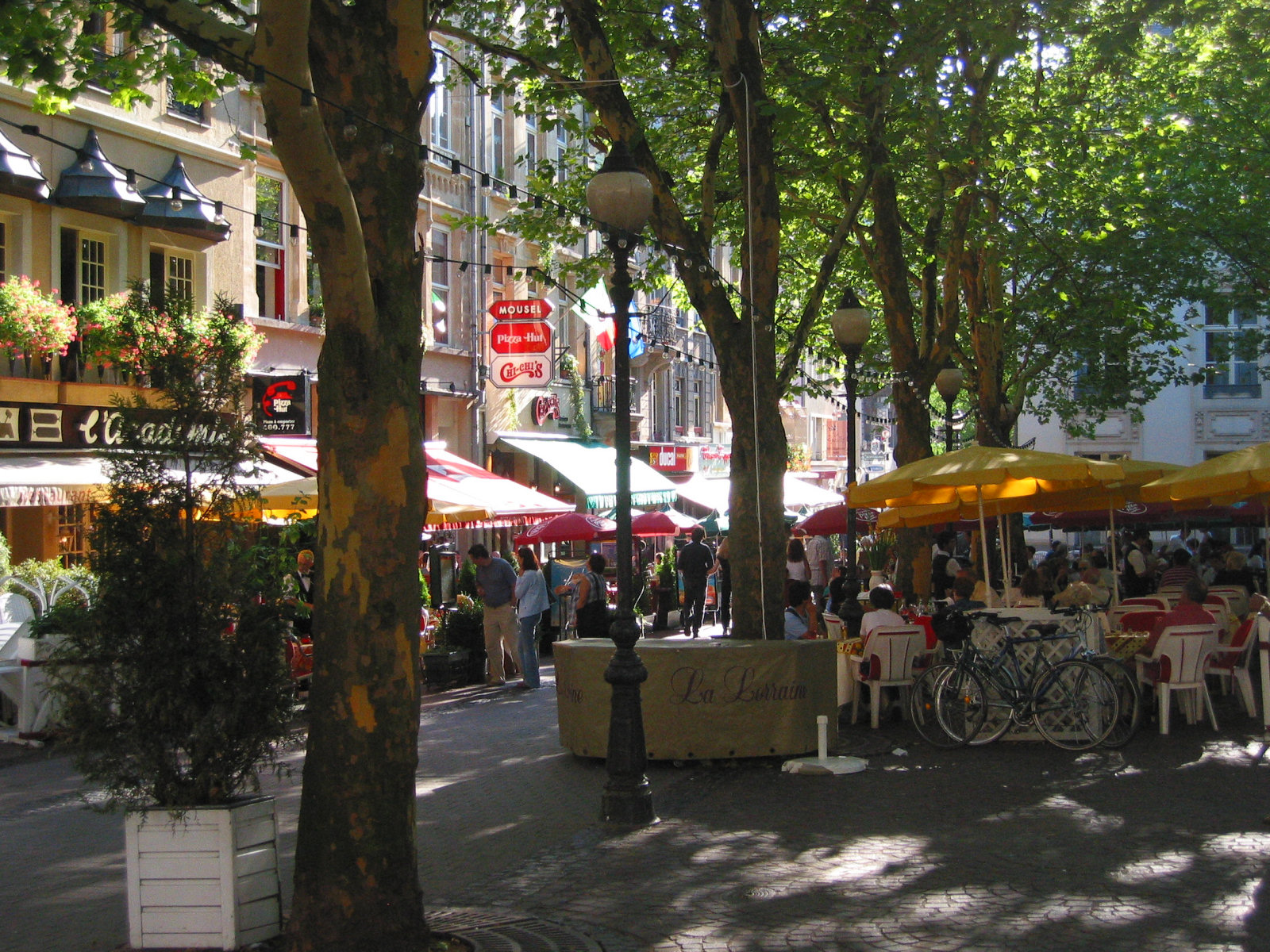
アルム広場
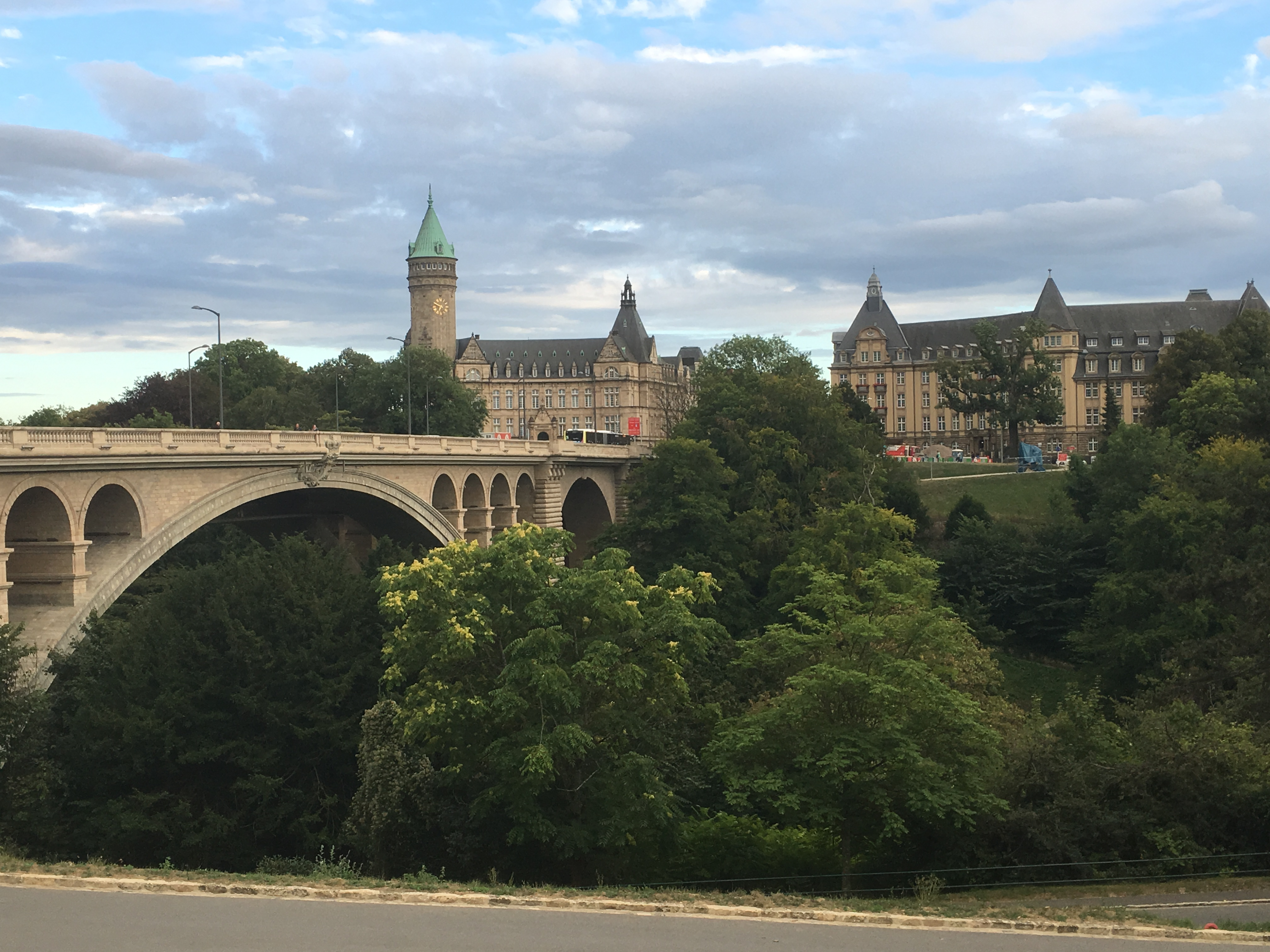
アドルフ橋